# 吐兰柳
吐兰柳（学名：Salix turanica）为杨柳科柳属的植物。分布于巴基斯坦、蒙古、伊朗、阿富汗、俄罗斯以及中国大陆的新疆等地，生长于海拔190米至4,200米的地区，常生长在生荒漠河流岸边，目前尚未由人工引种栽培。